# John D. Lamond
John D. Lamond, né en 1947 à Melbourne en Australie et mort le 24 octobre 2018 à Gold Coast, est un réalisateur, producteur, acteur et scénariste australien.

## Réalisateur
- 1975 : Australia After Dark (documentaire)
- 1978 : The ABC of Love and Sex: Australia Style
- 1978 : Felicity
- 1980 : Nightmares
- 1980 : Pacific Banana
- 1982 : Breakfast in Paris
- 1983 : Un homme et 7 couffins (A Slice of Life)
- 1992 : North of Chiang Mai
- 2002 : True Files